# Mont Pelée
El mont Pelée (en francès Montagne Pelée, 'muntanya pelada') és un volcà actiu a l'extrem nord del departament francès d'ultramar de Martinica, dins l'arc d'illes de les Petites Antilles, al Carib. És un dels estratovolcans més mortífers de la Terra. El seu con volcànic està compost per capes de cendra volcànica i lava endurida.
El volcà és famós per la seva erupció de 1902 i la destrucció resultant, que es considera el pitjor desastre volcànic del segle xx. L'erupció va matar 30.121 persones. La majoria de les morts van ser causades pels fluxos piroclàstics i va passar a la ciutat de Saint-Pierre, que era, en aquell moment, la ciutat més gran de Martinica.
Els fluxos piroclàstics de l'erupció del 1902 van destruir completament Saint-Pierre. L'erupció va deixar només tres supervivents en la trajectòria directa del volcà: Louis-Auguste Cyparis va sobreviure perquè era dins la cel·la mal ventilada d'una presó; Léon Compère-Leandre, que vivia als afores de la ciutat, en va escapar amb cremades greus; finalment, Havivra Da Ifrile, una noieta que va escapar amb ferides durant l'erupció, prenent una petita embarcació rumb a una cova per la costa, i més tard va ser trobada a la deriva a 3 km de l'illa, inconscient. L'esdeveniment va marcar l'únic desastre volcànic en la història de França i els seus territoris d'ultramar.

## Formació geològica

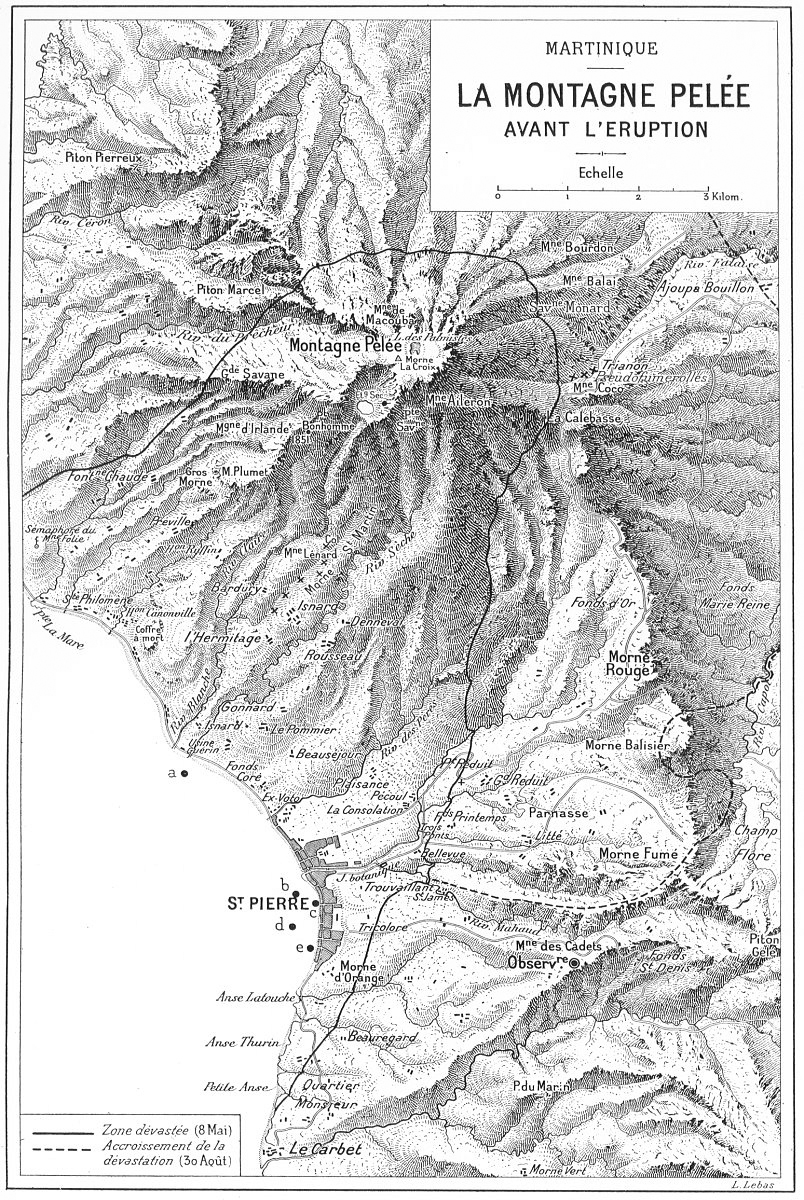
Alfred Lacroix La muntanya Pelée i les seves erupcions. París, Masson i cia., 1904.

La muntanya Pelée és el resultat d'una típica zona de subducció. La subducció va formar l'arc de les Antilles Menors, una cadena de volcans en forma de corba que s'estén al llarg d'aproximadament 850 quilòmetres de longitud, entre Puerto Rico i Veneçuela, on la placa del Carib es troba amb l'escorça oceànica de l'Atlàntic que pertany a la Placa Sud-americana. D'altres volcans en l'arc d'illes també són coneguts per la seva activitat volcànica, com ara La Soufrière a Saint Vincent, el Soufrière Hills de l'illa de Montserrat o el volcà submarí Kick-'em-Jenny.
Els vulcanòlegs han identificat tres fases en l'evolució volcà Pelée: Inicial, intermedi i modern. En una primera fase, anomenada "paleo-Pelée", el Mont Pelée era un estratovolcà comú. El con del Paleo-Pelée el formava moltes capes de fluxos de lava volcànica i fragments d'escòries. Reminiscències del con Paleo-Pelée encara es poden veure a la cara nord del volcà.
Una segona etapa o intermèdia va començar fa uns 100.000 anys, després d'un llarg període d'inactivitat. En aquesta etapa s'agrupa la formació del dom de lava Morne Macouba i, més tard, la caldera Morne Macouba. Durant la fase intermèdia, hi va haver diverses erupcions que van produir fluxos piroclàstics com els que van destruir Saint-Pierre en l'erupció de 1902. Fa uns 25.000 anys es va produir un gran col·lapse del sector sud-oest que va provocar una ensulsiada de terra. Aquest esdeveniment és similar a l'erupció de la Muntanya Saint Helens el 1980.
L'etapa moderna de l'evolució de la muntanya Pelée ha creat la major part del con actual, amb dipòsits de pumicita i el resultats dels darrers fluxos piroclàstics. En els darrers 5.000 anys d'activitat del volcà s'han identificat més de 30 erupcions. Fa 3.000 anys, després d'una erupció gran erupció de pumicita, es va formar la caldera volcànica de l'Étang Sec (estany sec en francès). L'erupció de 1902 es va produir dins el cràter de l'Etang Sec i va formar molts fluxos piroclàstics i va produir un domo que va omplir la caldera. L'erupció següent el 1929 va formar un segon domo a la caldera de Etang Sec, i va produir fluxos piroclàstics que van desembocar a la vall del riu Blanche. Aquesta última erupció és la principal responsable de l'aspecte actual de la mont Pelée.

## Erupció de 1902
L'erupció del Mont Pelée el 1902 va destruir completament Saint-Pierre, llavors prefectura de Martinica, fent prop de 26.000 morts.

### Preliminars
Encara que considerada com adormida, la muntanya Pelée va entrar en erupció el 25 d'abril del 1902.
Al començament del mes d'abril, els excursionistes refereixen l'aspecte inhabitual dels vapors sulfurosos emesos en les fumeroles prop del cim. No són considerades inquietants, car ja havien aparegut fumeroles sovint i després havien desaparegut. El 25 d'abril el volcà emet un gran núvol de roques i cendres al seu cim, a l'Estany Sec (una conca assecada). Els materials expulsats no produeixen més que danys mínims. L'endemà la zona és recoberta per una capa de cendres indicant la proximitat d'una futura erupció; les autoritats públiques no se n'inquieten.
El 27 d'abril, un nombrós grup de gent que feia el curiós al cim del volcà troben l'Estany Sec omplert d'aigua, formant un llac de 180 m d'amplada. Hi ha un con de restes volcàniques de 15 m d'alçària sobre un dels costats del llac, alimentant el llac un doll regular d'aigua bullent. Una forta olor de sofre envaeix els carrers de Saint-Pierre i incomoda homes i cavalls a 10 km a la rodona. Tres dies més tard, el 30 d'abril, els rius Roxelane i Peres s'eixamplen, transporten roques i arbres arrencats del cim. Els pobles del Predicador i de Sainte-Philomène reben llançaments regulars de cendres.

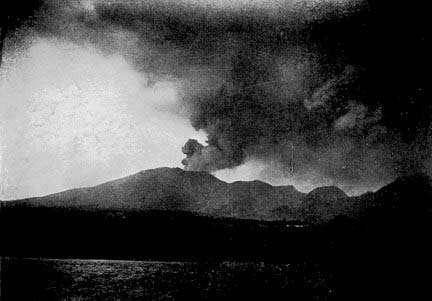
L'erupció fotografiada.

El 2 de maig a les 11:30 la muntanya produeix fortes detonacions, terratrèmols, i s'eleva un plomall de fum negre. Les cendres cobreixen tota la part nord de Martinica. Les detonacions es reprodueixen a intervals de 5 a 6 hores. Els animals domèstics comencen a sofrir de fam i set, la cendra cobreix l'herba i empastifa l'aigua. El dissabte 3 maig, el vent bufa al nord, alleugerint el temor a Saint-Pierre, però l'endemà les caigudes de cendres tornen i s'intensifiquen, les comunicacions entre Saint-Pierre i Le Prêcheur són tallades. El núvol de cendres és tan dens que els vaixells costaners no gosen apropar-se més al port. Els habitants comencen a tenir por i fugen de l'illa utilitzant els vaixells de vapor de les línies regulars. La regió és recoberta d'una capa de cendres blanca «com farina».
Al cap de tres dies la muntanya semblava haver-se encalmat al matí. Tanmateix al migdia el mar recula 100 m i després torna en forma d'una onada gegant, inundant els barris baixos de la ciutat, i apareix un gran núvol de fum a l'oest de la muntanya. Una paret del cràter de l'Étang Sec es desploma i propulsa una massa d'aigua bullent i de fang, o lahar, al riu Blanche, submergint la fàbrica de refinació de canya de sucre Guérin i llevant la vida a 150 persones, entre elles l'amo de la fàbrica i la seva esposa, sota 60 o 90 metres de fang. Els refugiats dels pobles propers fugen a Saint-Pierre, creient trobar-hi més seguretat. Aquella nit, les condicions meteorològiques malmeten la xarxa elèctrica urbana, la ciutat se submergeix a les fosques.
El dimarts 6 de maig, a les 2:00 h del matí, arriben sorolls sords de les profunditats de la muntanya i l'endemà a la mateixa hora, els núvols de cendres provoquen llampecs i els dos cràters del volcà envermelleixen. L'endemà, els habitants continuen fugint de l'illa mentre els habitants del camp venen buscar-hi refugi. Els diaris continuen dient que la ciutat no tem res. Les notícies de l'illa veïna de Saint-Vincent tranquil·litzen la població pretenent que la pressió del subsòl era lleu i això mostrava que s'havien atenuat els riscos. Però no tothom estava tranquil, per a exemple, el capità Marina Leboffe del vaixell Orsolina de l'armador napolità Pollio Frères, que sent una mica familiar al comportament del Vesuvi, es nega a embarcar la meitat del seu carregament de sucre, malgrat les protestes dels expedidors, del rebuig de les autoritats portuàries i de les amenaces de detenció dient: «Qui me'ls aplicarà? Demà, seran tots morts!». El governador Moutett i la seva esposa es queden a l'illa. Al vespre, el volcà sembla haver-se apaivagat.

### Erupció principal

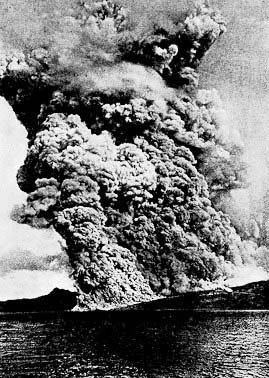
Vista del flux piroclàstic des de Saint-Pierre.

El matí del dijous 8 de maig, els habitants observen incandescències al cim del volcà. L'operador del telègraf de nit transmet la relació sobre l'activitat del volcà a un operador de Fort-de-France, sense declarar nous esdeveniments. A les 7:52 es talla la comunicació, un vaixell de reparació de cable veu directament la destrucció de la ciutat; un dens núvol negre s'ha repartit horitzontalment sobre el volcà. Un segon núvol negre forma un plomall monstruós en forma de bolet visible a 100 km a la rodona. La velocitat inicial dels dos núvols ha estat calculada més tard a 670 km/h.
Un núvol ardent, compost de pols, vapors i de gasos volcànics sobreescalfats amb temperatures de l'ordre de 1000 °C, baixa els pendents del volcà a una velocitat considerable, negra i pesada d'aspecte, però vermella i ardent a l'interior. Arriba a la ciutat en un minut, cobrint la ciutat sencera. Torrents de fang acaben la destrucció de la ciutat. Durant nombroses hores, tota comunicació és tallada tant per terra com per mar. Ningú no sap què ha passat, ni qui té autoritat sobre l'illa. Alguns supervivents són trets del mar, tots horrorosament cremats, portats per la bufada i agafats a algunes restes flotants.
El núvol ardent ha devastat una superfície de 16 km² i la resta de la ciutat es troba presa de les flames. Un primer vaixell de guerra arriba a les 12:30h, però la calor li impedeix apropar-se abans de les 15 h. La ciutat crema durant 150 dies.
Hi va haver molt pocs supervivents entre els 26.000 habitants de la ciutat, als quals s'havien afegit els refugiats de les explosions menors i dels torrents que precedien els núvols ardents: Louis-auguste Cyparis, un presoner salvat per l'espessor dels murs del seu calabós, i Léon Compère-léandre, un sabater que vivia a la perifèria de la ciutat i que se'n va escapar amb diverses cremades. Altres fonts citen Havivra Da Ifrile, una noieta. Una criada va sobreviure al núvol ardent però va morir de les seves cremades; l'única cosa de què es recordava era la brusca pujada de calor. Va morir poc de temps després que es va haver descobert. També són considerats com víctimes els passatgers i les tripulacions de vaixells atracades al port.
Poc abans de l'erupció, el Belem, arribat de l'Le Havre, va deure la seva salvació al fet que el seu emplaçament habitual era ocupat pel veler Tamaya (capità Mahéo) de l'armament Rozier de Nantes. Aquest petit incident salvarà el Belem, que es va quedar en alta mar malgrat les protestes del seu capità Julien-Marie Chauvelon. El Belem no obstant això, va rebre de sobtat una pluja d'escòries, de pedres i de cendres i alguns danys sobre l'ormeig i l'arboradura, però va poder reprendre el rumb al mar algunes setmanes més tard.

### L'erupció continua

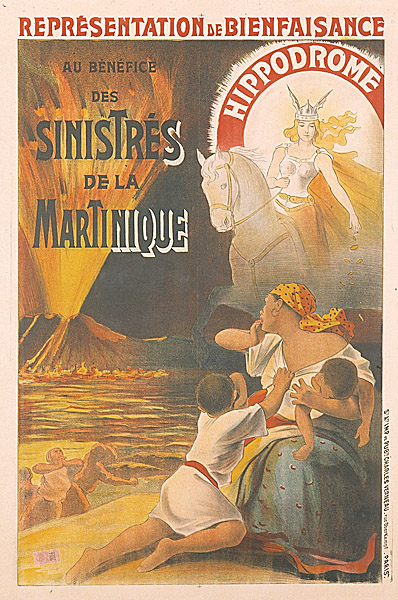
Cartell per a una representació de beneficència en benefici dels sinistrats.

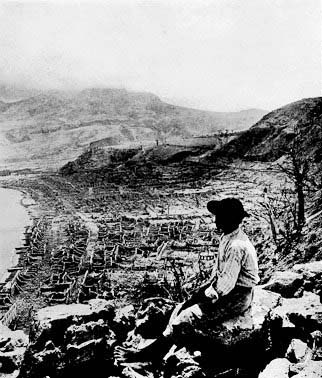
La ciutat en ruïnes després de l'erupció

El 20 de maig esdevé una erupció semblant a la primera pel tipus i la força. El 30 d'agost de 1902 hi ha una nova explosió, menys poderosa que les dues primeres però que provoca un núvol ardent que mata almenys 800 persones a Le Morne-Rouge, 250 a Ajoupa-Bouillon, 25 aBasse-Pointe i 10 a Morne Capot.
Les conseqüències sobre la vida social, política i econòmica de Martinica van ser considerables. Nombrosos nens es van trobar orfes, i es va crear l'orfenat de l'Esperança a Fort-de-France. Finalment, una part de la població sinistrada va ser allotjada en altres municipis de Martinica, sobre la costa nord-atlàntic i al sud de l'illa. Altres van marxar cap a Guadalupe, Saint Lucia, Guaiana, Panamà i Veneçuela.
L'estudi de les causes d'aquest desastre marca el començament de la vulcanologia moderna amb la definició i l'anàlisi del risc volcànic més mortal: els escolaments piroclàstics o núvols ardents. L'erupció també ha donat el seu nom al tipus d'erupció peleana. Entre els que han estudiat la muntanya Pelée, hi ha Angelo Heilprin i Alfred Lacroix. Lacroix és el primer a haver descrit precisament un núvol ardent.
La destrucció causada per l'erupció de 1902 es va fer pública ràpidament gràcies als mitjans moderns de comunicació i van atreure l'atenció del públic i dels governs sobre els riscs i els perills d'un vulcanisme actiu. La muntanya Pelée va continuar la seva erupció fins al 4 de juliol de 1905.

### El naufragi de la badia
Moltes són les restes del desastre a la part inferior del port, sobretot el Roraima, el Dalia, el Diamant, el Tamaya... Aquests indrets arqueològics submarins formen part dels indrets d'immersió més bonics del Carib.
Les ruïnes de Saint-Pierre i les seves restes són objecte d'una demanda de classificació en el patrimoni mundial de la UNESCO.